# Hennequeville
Hennequeville est une ancienne commune française du Calvados, aujourd'hui quartier de la commune de Trouville-sur-Mer.

## Toponymie
Le nom de la localité est attesté sous les formes Heldechim villam (lire Heldechini villam) en 1006 (Fauroux 9) ; Heldechin villam en 1025 (Fauroux 34) ; Heldechinvilla en 1066 - 1083 (Sauvage, Troarn VI) ; Heudequinville en 1308 (ASM, 7 H 9 p. 66) ; Heudequenville en 1394 (AN, P 1934-3, f° 50 v°) ; Hennedequeville en 1484 (AN, p 1925-2? 47766) ; Hennequeville en 1511 (ASM, 7 H 1382),.
Il s'agit d'une formation toponymique médiévale en -ville au sens ancien de « domaine rural », appellatif  précédé de l'anthroponyme germanique Hildekinus.

## Histoire
L'actuelle plage de Trouville se trouvant sur le territoire de la commune d'Hennequeville, une forte opposition de la population à l'«exploitation illicite» de la plage est à l'origine d'un conflit permanent entre les deux municipalités dès 1790. Aussi le préfet poussa-t-il à la réunion sous le nom de Trouville-Hennequeville. Le village était à l'origine groupé autour de l'église Saint-Michel jusqu'aux Aubets et du quartier de la Petite chapelle Notre-Dame-de-Pitié . Le quartier de la dune, terrain communal ayant été divisé en 1793 par tirage au sort entre tous les habitants, donna naissance au quartier Bon-Secours .
En 1847, Hennequeville a cessé d'être une commune indépendante, et elle a été rattachée à celle de Trouville-sur-Mer

### Liste des maires
| Période          | Période           | Identité                        | Étiquette | Qualité                                             |
| ---------------- | ----------------- | ------------------------------- | --------- | --------------------------------------------------- |
| 13 août 1790     | 14 novembre 1790  | Adrien Hébert                   |           | Avocat, nommé juge de paix à Touques Démissionnaire |
| 14 novembre 1790 | 1792              | Jacques Reculard                |           |                                                     |
| 1792             | 10 novembre 1794  | François Duval                  |           | Démissionnaire                                      |
| 10 novembre 1794 | 1816              | François Duval                  |           | Maintenu dans sa fonction                           |
| 1816             | 16 septembre 1820 | Léger Houssaye                  |           | Démissionnaire                                      |
| 1er février 1821 | 1824              | Auguste Eugène Foubert de Laize |           | Commandant d'escadron de gendarmerie                |
| 30 novembre 1824 | 1828              | Pierre Guerrier                 |           |                                                     |
| 9 juillet 1828   | 1837              | Pierre Viger                    |           |                                                     |
| 20 août 1837     | 1838              | Jacques Armand Cantrel          |           |                                                     |
| 26 décembre 1838 | 1847              | François Croix                  |           | Dernier maire d'Hennequeville                       |

## Personnalités liées à la commune

### Décès
Le photographe Robert Demachy y est décédé en 1936.

### Résidents
Quelques personnalités ayant résidé à Hennequeville :
- Gustave Eiffel
- Réjane
- Blanche de Marcigny
- Aristide Briand
- Cécile Sorel
- Mistinguett
- Ray Ventura